# Haania
Haania es un género de mantis (insecto del orden Mantodea) de la familia Thespidae. 

## Especies
Contiene las siguientes especie:
- Haania aspera
- Haania borneana
- Haania confusus
- Haania doroshenkoi
- Haania lobiceps, especie tipo
- Haania philippina
- Haania simplex
- Haania vitalisi